# HTC One X
L'HTC One X è uno smartphone prodotto dall'azienda taiwanese HTC. Fa parte della famiglia di prodotti HTC One Series presentata ufficialmente il 26 febbraio 2012 al Mobile World Congress.
Il terminale monta Android 4.0.3 con HTC Sense 4.0.

## Caratteristiche

### Software
L'HTC One X presenta Android 4.0.4 come sistema operativo e HTC Sense 4.0 come interfaccia grafica. L'aggiornamento alla Sense 4.1 è disponibile per la maggior parte dei continenti come Europa, America e Asia. All'acquisto inoltre vengono regalati 25Gb di spazio gratuito per due anni con account Dropbox. Alcuni utenti hanno notato che il multitasking su HTC One X termina in modo più "aggressivo" le applicazioni in background, non funzionando come quello presente sullo Stock di Android 4.0 Ice Cream Sandwich.
HTC si è spiegata dicendo di aver personalizzato Android sul One X, cosicché la Sense possa terminare le applicazioni in background quando la memoria è quasi esaurita.
Il 20 luglio 2012, HTC ha confermato che il One X e il One S avrebbero ricevuto l'aggiornamento firmware ad Android 4.1 Jelly Bean, senza però annunciare una data di pubblicazione.

### Hardware
L'HTC One X è animato da un processore quad-core ARM Cortex-A9 nVidia Tegra 3 da 1.5 Ghz, 1 Gb di memoria RAM, batteria da 1800 mAh, Wi-Fi IEEE 802.11 a/b/g/n, Bluetooth 4.0 con Apt-X, GPS, NFC e 32 Gb di memoria interna.
Dispone inoltre di vari sensori come una Bussola digitale, Giroscopio, G-Sensor, Sensore di prossimità, Sensore di luminosità ambientale. Il One X ha tre tasti fisici, il tasto di accensione situato sulla parte superiore e due tasti per la regolazione del volume situati sul lato destro. Frontalmente ci sono 3 tasti a sfioramento: Indietro, Home e Menù o Applicazioni recenti.
Sul lato sinistro del One X si trova una porta micro USB 2.0 con interfaccia MHL permettendo un'uscita video HDMI a 1080p su un display esterno, tramite un apposito adattatore. Un jack da 3,5 mm è situato sulla parte superiore dello smartphone dove si trova anche uno dei due microfoni, mentre il secondo è situato sulla parte inferiore. Il One X ha anche due speaker esterni, uno posizionato sulla parte inferiore del retro e un altro usato per le chiamate posizionato sopra il display ospitante un led di notifica che lampeggia di colore verde per le notifiche, rosso quando la batteria è quasi scarica e acceso rosso quando il telefono è in carica.

#### Design
L'HTC One X presenta un design unibody realizzato in materiale plastico con un profilo laccato, vetro ricurvo, ed un anello sul retro che avvolge la fotocamera.

#### Display
L'HTC One X presenta uno schermo super LCD con tecnologia IPS da 4.7 pollici (120mm) con risoluzione 1280x720, a matrice RGB e con un DPI di 312 pixel per pollice, rivestito da un singolo strato di Gorilla Glass 2.0.

#### Batteria
L'HTC One X presenta una batteria da 1800 mAh. Per la serie One, HTC ha impiegato molto tempo per incentivare la durata della batteria a causa delle lamentele dei consumatori riguardanti la scarsa autonomia dei precedenti dispositivi targati HTC.
HTC ha migliorato "Processore, display, sistema operativo e applicazioni" per incrementare la durata della batteria.

#### Audio
Il One X presenta due altoparlanti esterni di cui uno caratterizzato dall'ottimizzazione audio di Beats by dr.Dre fruibile anche in cuffia tramite uno speciale equalizzatore. Nonostante questo, il dispositivo viene fornito senza un set di cuffie auricolari firmate Beats by dr.Dre, infatti nella confezione sono presenti solamente degli auricolari standard a cavo piatto firmati HTC.

#### Camera
L'HTC One X presenta una fotocamera posteriore da 8 Mpx con apertura massima di F2.0, obbiettivo grandangolare da 28 mm, singolo flash led a cinque livelli di luminosità (determinati dalla distanza dal soggetto) e con un chip immagine dedicato. La fotocamera ha un tempo di avvio di 0.7 secondi, ed una velocità di scatto di 0.2 secondi. La videocamera può registrare video fino ad una risoluzione massima di 1080p a 30 frame al secondo. Inoltre si possono cattura foto durante una ripresa video o eseguire degli scatti a raffica. È possibile anche registrare video al rallentatore con risoluzione 768 x 432 pixel. Le modalità di scatto includono anche HDR e Panorama. L'HTC One X non presenta alcun tasto fisico dedicato alla fotocamera.

## Varianti
L'HTC One X viene venduto in diverse varianti, la tabella mostra le differenza tra HTC One X (modello internazionale), HTC One X (modello venduto in America settentrionale), HTC One XL
| Variante          | One X                                                                   | One X (modello statunitense)                                            | One XL                                                                  |
| Paesi             | Internazionale                                                          | Hong Kong, Australia, Germania                                          | Canada, Stati Uniti                                                     |
| Gestori           | Internazionali                                                          | Telstra, Vodafone, Deutsche Telekom, O2 Germany                         | AT&T, Rogers Wireless, Telus                                            |
| 2G GSM/GPRS/EDGE  | 850, 900, 1,800, 1,900 MHz                                              | 850, 900, 1,800, 1,900 MHz                                              | 850, 900, 1,800, 1,900 MHz                                              |
| 3G UMTS/HSPA+     | 850, 900, 1,900, 2,100 MHz                                              | 850, 900, 1,900, 2,100 MHz                                              | 850, 1,900, 2,100 MHz                                                   |
| 4G LTE            | No                                                                      | 800, 1,800, 2,600 MHz                                                   | 700, 1,700, 2,100 MHz                                                   |
| Dimensioni        | 134.36 mm (5.29 pollici) 69.9 mm (2.75 pollici) 8.9 mm (0.35 pollici)   | 134.8 mm (5.31 pollici) 69.9 mm (2.75 pollici) 8.9mm (0.35 pollici)     | 134.8 mm (5.31 pollici) 69.9 mm (2.75 pollici) 8.9mm (0.35 pollici)     |
| Peso              | 130 grammi batteria inclusa                                             | 130 grammi batteria inclusa                                             | 130 grammi batteria inclusa                                             |
| Sistema operativo | Android 4.0.4 con HTC Sense 4.1                                         | Android 4.0.4 con HTC Sense 4.1                                         | Android 4.0.4 con HTC Sense 4.1                                         |
| SoC               | Nvidia Tegra 3                                                          | Qualcomm Snapdragon S4 MSM8960                                          | Qualcomm Snapdragon S4 MSM8960                                          |
| CPU               | 1.5 GHz quad-core ARM Cortex-A9                                         | 1.5 GHz dual-core Qualcomm Krait                                        | 1.5 GHz dual-core Qualcomm Krait                                        |
| GPU               | Nvidia Geforce ULP                                                      | Qualcomm Adreno 225                                                     | Qualcomm Adreno 225                                                     |
| RAM               | 1 GB                                                                    | 1 GB                                                                    | 1 GB                                                                    |
| Memoria           | 32 GB 25 GB disponibile per l'utente 2 GB riservate per le applicazioni | 32 GB 25 GB disponibile per l'utente 2 GB riservate per le applicazioni | 16 GB 12 GB disponibili per l'utente 2 GB riservate per le applicazioni |

## Problemi riscontrati
- HTC ha confermato che i problemi riscontrati al Wi-Fi sono dovuti ad un difetto hardware